# Шпигель, Габриэль
Габриэль Шпигель (англ. Gabrielle (Gaby) M. (Michele) Spiegel; род. 20 января 1943, Нью-Йорк, Нью-Йорк) — американский историк-медиевист, историограф и лингвист, специалист по средневековой Франции. Доктор философии и именной профессор Университета Джонса Хопкинса (с 2003), где дважды заведовала кафедрой истории и также дважды являлась деканом; являлась деканом UCLA, более 20 лет преподавала в Мэрилендском университете в Колледж-Парке. Член Американской академии искусств и наук (2011) и Американской академии медиевистики. Президент Американской исторической ассоциации (2008—09).
Родилась в семье эмигрантов из Бельгии; её первым языком был французский. Выросла в Upper West Side Манхэттена. Стать историком её вдохновил школьный учитель.
Окончила Брин-Мор-колледж (бакалавр, 1964). Получила степень Master of Arts in Teaching в Гарварде (1965), а также степени магистра (1970) и доктора философии (1974) в Университете Джонса Хопкинса, Phi Beta Kappa (1974). Ещё в бакалаврате она увлеклась медиевистикой, а в аспирантуре специализировалась на Франции эпохи Высокого Средневековья.
Автор более 70 статей, публиковалась в Speculum и Past and Present.
Автор или редактор The Chronicle Tradition of Saint-Denis: A Survey (1978), ставшей её первой книгой, Romancing the Past: The Rise of Vernacular Historiography in Thirteenth-Century France (University of California Press, 1993) — называемой её главной книгой, The Past as Text: The Theory and Practice of Historiography (Johns Hopkins University Press, 1997; сборник эссе); Practicing History: New Directions in Historical Writing after the Linguistic Turn (Routledge, 2005; редактор); Behind the Scenes: Writing History in the Mirror of Theory (1995).